# کاهارلیک
کاهارلیک (به روسی: Кагарлик) شهری در استان کیف در کشور اوکراین است. جمعیت این شهر ۱۳,۳۵۱ نفر (۲۰۲۱ تخمینی) است.

## نگارخانه

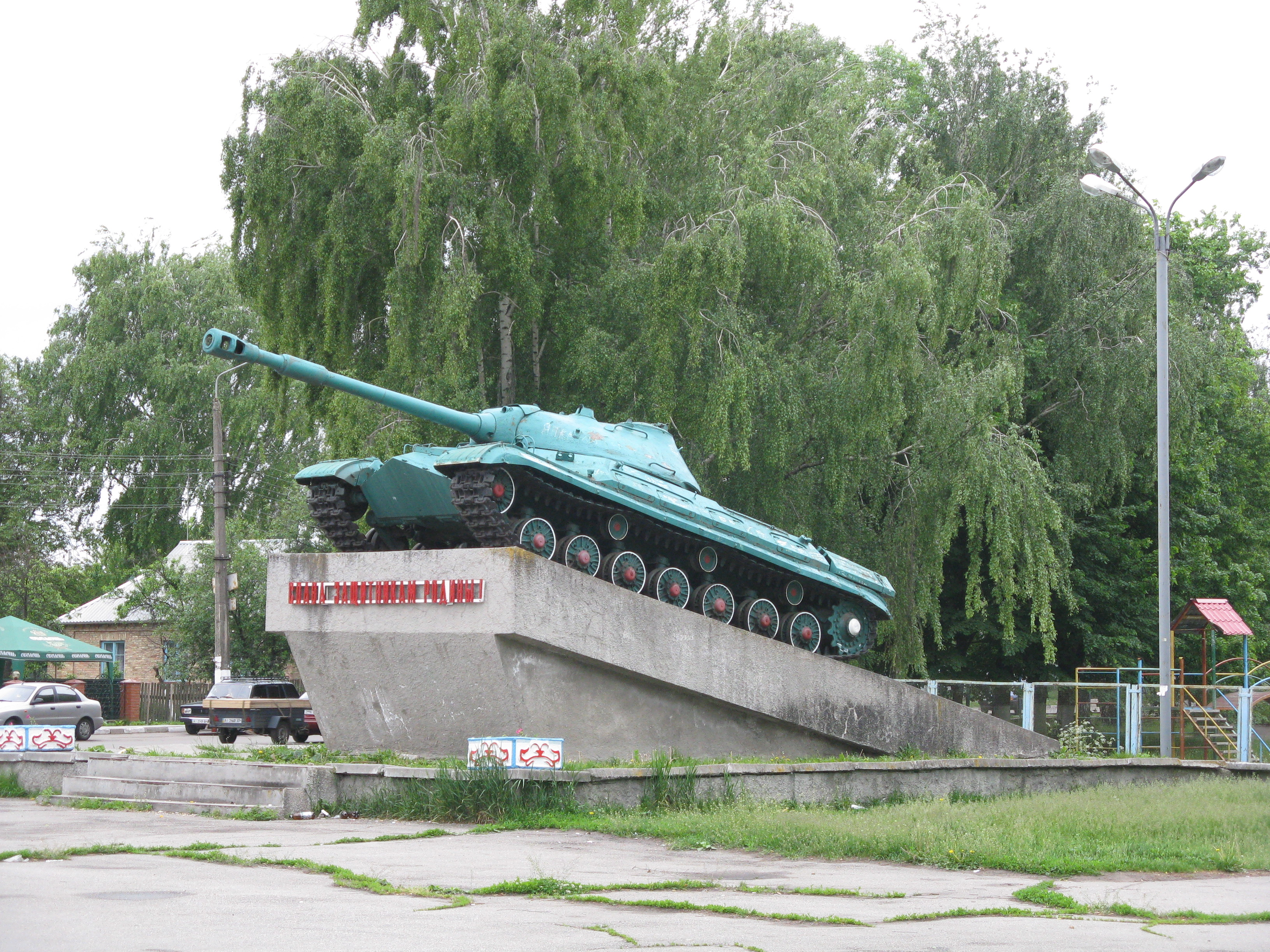
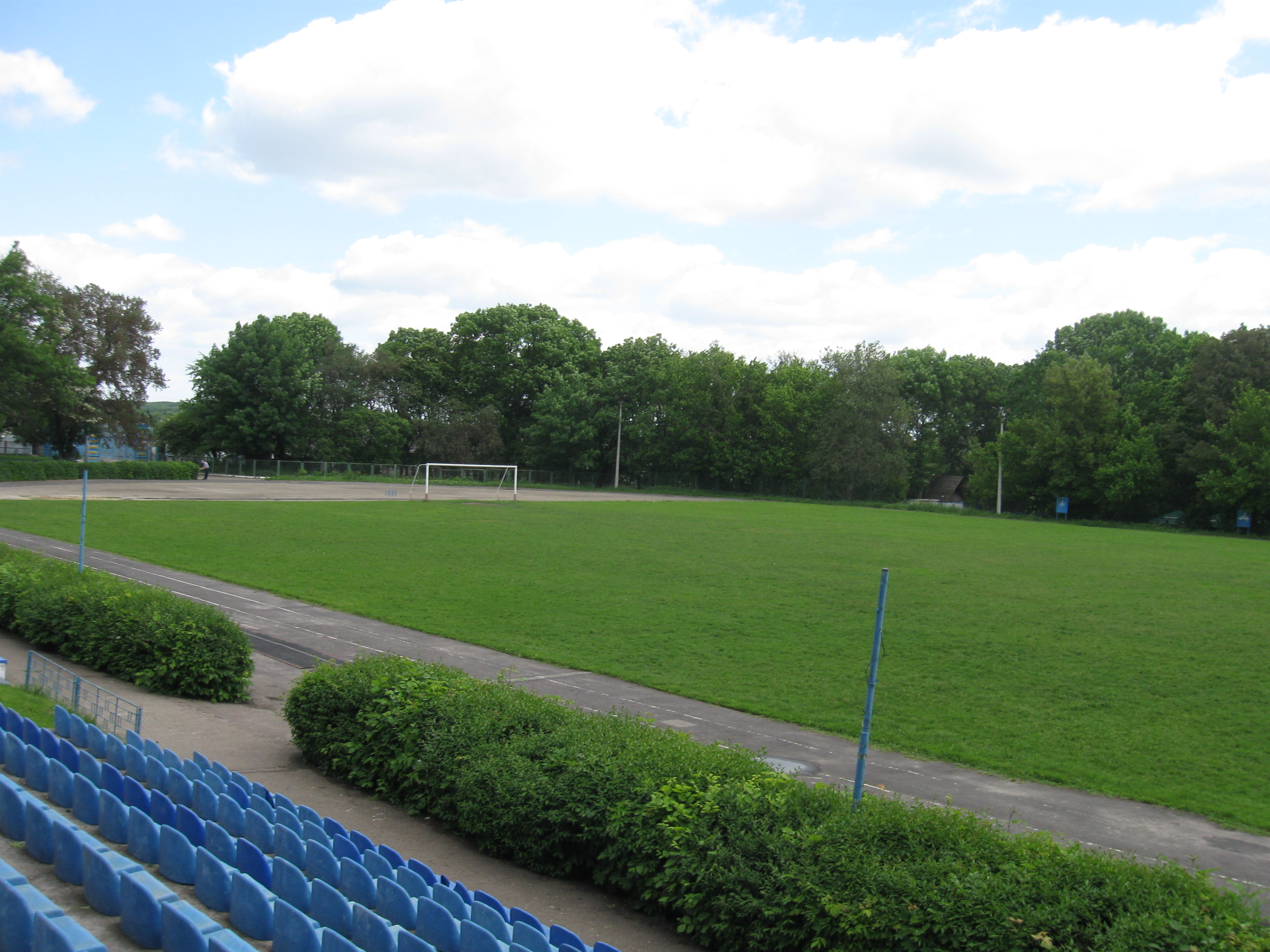
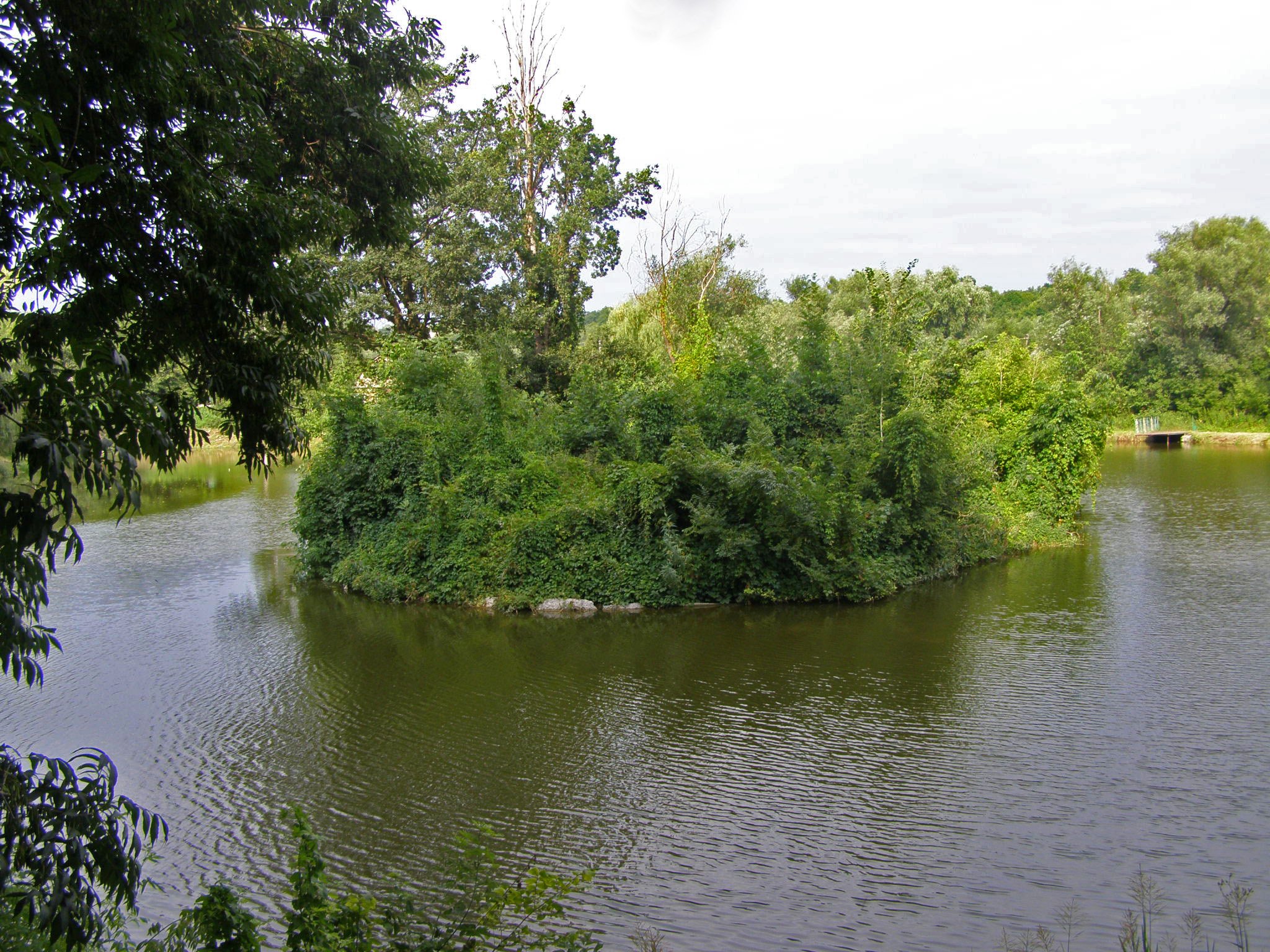